# Bis-kaiyaah
Bis-kaiyaah (Bas-kaiya, Ch'inisnoo'-kaiyaah).- Banda Eel Wailaki Indijanaca, porodica Athapaskan,  nastanjena u području Eel Rivera, Kalifornija od Cottonwood Creeka pa na sjever do Willow Creeka. U ovom kraju su imali 7 sela: Daabisch'i'aandin, Daabistciis'aandin, Dilkitts'oo'kaaliindin, Kotc'ildjildin, Sait'ohdaadin, Sait'ooyeeh i Seedibiintcekinee'din. Ime ove bande (Bis-kaiyaah) znači  'slide/riverbank' - band', dok njihov drugi naziv Ch'inisnoo'-kaiyaah, znači  'Indian Creek' - band'. Swanton ih naziva Bas-kaiya. 